# Свети Николай Сирак
„Свети Николай Сирак“ (на гръцки: Ναός Αγίου Νικολάου Ορφανού) е средновековна православна църква в македонския град Солун, Егейска Македония, Гърция. От 1988 година е част от обектите на световното наследство на Юнеско като част от Раннохристиянските и византийските паметници в Солун.

## История
Изграждането на църквата се датира според стенописите в нея – между 1310 и 1320 година. Днес църквата представлява едно помещение с дървен покрив и два параклиса. Шедьовър са едни от най-добре и пълно запазените в Солун стенописи. Сред стенописите са изобразени животът на Свети Николай, някои от чудесата на Христос, житието на Свети Герасим и други. Капителите са украсени със стенописи. Стенописите са открити в 1957-1960 година по време на работата по реконструкция.
- Стенописи
- Успение Богородично
- Света Богородица в апсидата
- Самарянката
- Предателството на Юда
- Чудото на Свети Николай в морето
- Сватбата в Кана Галилейска